# ホノルル港

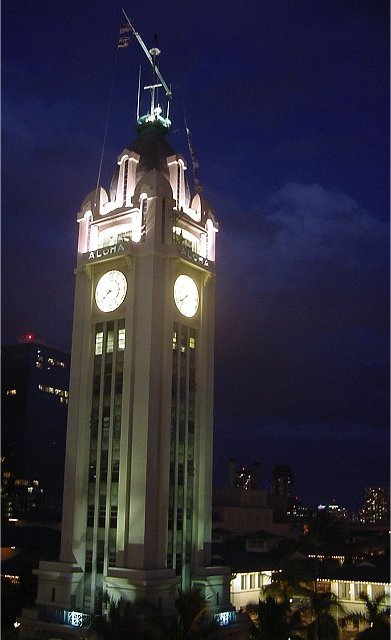
ホノルル港のシンボル「アロハタワー」の夜景

ホノルル港（ほのるるこう、英語: Honolulu HarborまたはPort of Honolulu）は、ハワイ語でKuloliaとも、Ke Awa O Kouとも呼ばれ、米国ハワイ州オアフ島ホノルルにある、ハワイ州でも主要な港である。ホノルルの都市は、オアフ島の近代史の中で、外向きに開発され都市化されたのはホノルル港からであったといっても過言ではない。この港には、サンド島（Sand Island）)にあるハワイ最大の海運会社マトソン社の港が含まれている。ホノルル港の近くは現在「ダウンタウン」と呼ばれ、ここの西隣りにダニエル・K・イノウエ国際空港があり、そのさらに西隣りの真珠湾に米海軍基地がある。

## 統計
ホノルル港は、ハワイ州交通部港湾局によって管理されている。ホノルル港では、年間1,100万トンを超える貨物を処理している。ハワイは必要な商品の80％以上を輸入しているため、港が提供するサービスは非常に重要である。なお、東京港 - ホノルル港間は貨物船で約2週間を要する。

## 初期の歴史
考古学調査によると、ホノルル港周辺はすでに1100年以前に、人々の活動で賑わっていた。ホノルル港に入った最初のヨーロッパ船は、イギリスの商船キング・ジョージ号が積載したボートであった。このボートは1786年12月12日に港に漕ぎ付き、ヘイワードが指揮し、友好的なハワイの神官の使用人であるトワヌーハが操縦していた。 1794年、キャプテン・ウィリアム・ブラウンが指揮したイギリスの船であるバターワース号は、何とは自力で港に入った。乗組員はこれを「ブラウン港」と呼んだが、ブラウン船長は恐縮して、この港を「フェアヘイブン」（美しい港）と呼び、これはハワイ語「ホノルル」の意味するところである。

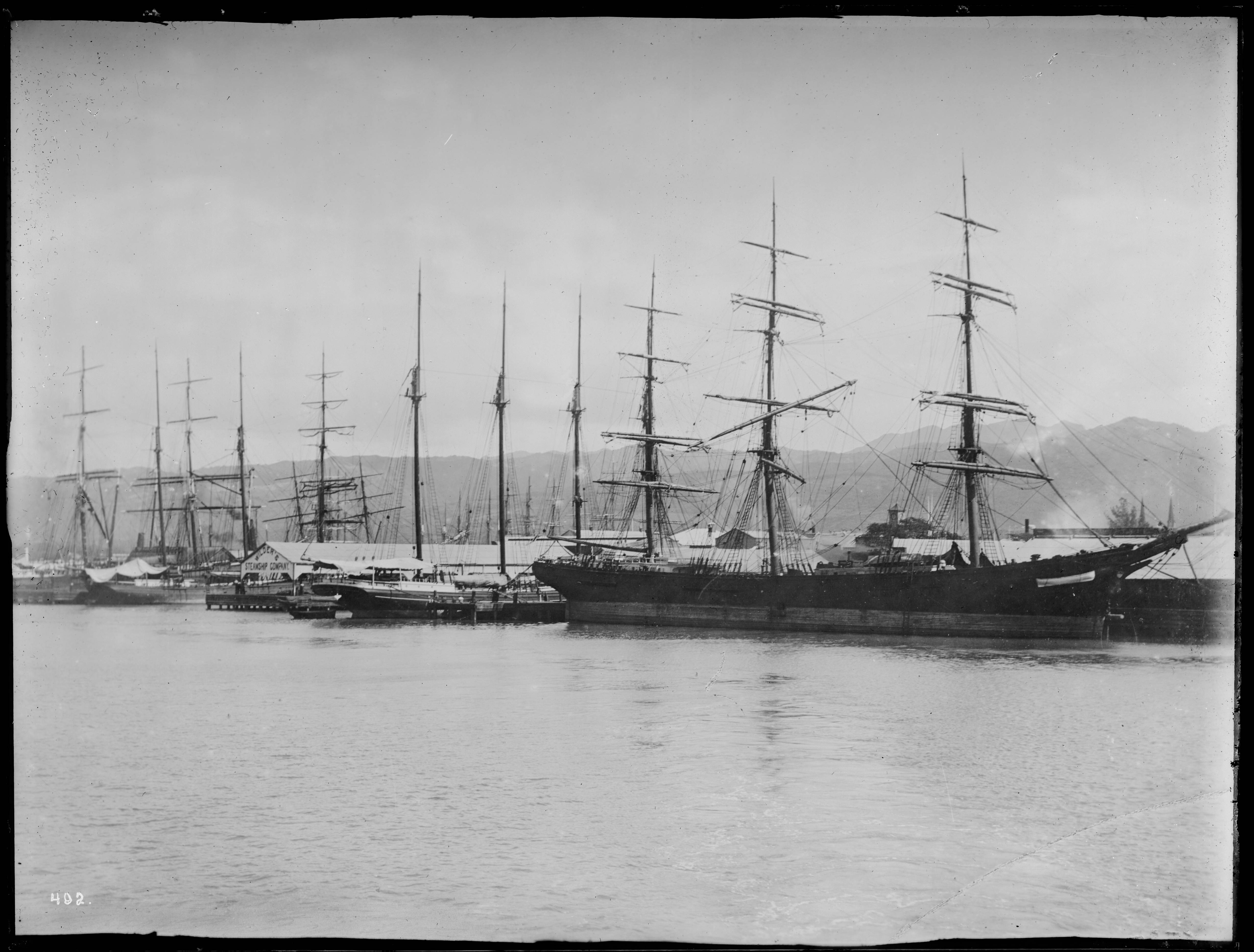
ホノルル港の帆船群（1892-1907年頃）

1850年、カメハメハ3世はホノルルをハワイ王国の公式首都と宣言した。この宣言により、より多くの船舶を収容するできるように、港をさらに発展させる一連の投資が行われた。ホノルル港はすぐに、太平洋を横断するサンダルウッド、毛皮、捕鯨産業の主要な寄港地になっていった。ホノルル港に停泊した外国船は、王国の財源に莫大な富をもたらし、ハワイ先住民に幸福をもたらした。イギリス軍はその後、港への入り口を保護するために砦を建設した。港近くにダウンタウンのウォーターフロントが開発され、このウォーターフロントに沿って多くの高層ビルが建設されて、ポイを作るためのすりつぶし器、釣りのルアーなど初期の文物が、現在のウォーターフロントと、アラケア通りとニミッツ・ハイウェイに隣接するアロハタワー近くのドックに沿って発掘されている。

## アロハタワー
5年に渡る建設の後、1926年9月11日に、世界的に有名なアロハタワーがホノルル港の第9桟橋に正式にオープンした。当時アロハタワーはハワイで最も高い建物で、ホノルルへの船を迎えるシンボルとなった。自由の女神が毎年ニューヨーク市で移民数千人を迎えたように、アロハタワーはホノルルで移民数千人を迎えることになった。アロハタワーがオープンしたころには、ホノルルはすでに裕福なアメリカ人やヨーロッパ人の家族にとって、大変人気のある休暇の目的地になっていた。彼らはマトソン社の汽船で旅行してきて、アロハタワーに停泊して、ハワイの音楽、フラの踊り手、レイに迎えられたのである。
1941年の現地12月7日に真珠湾攻撃が行われたとき、アメリカ沿岸警備隊のカッター「トーニー」（USCGC Taney）の隊員はアロハタワー周辺を防衛するよう命じられた。そして、アロハタワーは夜には消えて見えないようにカモフラージュした色に塗り替えられた。

## ハワイ海事センター
1982年、ハワイ・ロイヤル桟橋（第9桟橋）にあるアロハタワーの近くにハワイ海事センター（Hawaii Maritime Center）が開設され、ホノルル港の歴史とその関連産業を紹介していた。歴史的な商船であるフォールズ・オブ・クライド号（Falls of Clyde、アメリカ合衆国国定歴史建造物）がロイヤル桟橋に停泊している。 2002年、ハワイ海事センターはビショップ博物館に所属する法人組織になった。 1994年、アロハタワー・マーケットプレイスがオープンして、ホノルル港では、ビジターへのアトラクション、小売店、レストラン、実際に稼働している商業港施設が1か所に統合された、米国内で唯一の港となった。しかし、ハワイ海事センターはクライド号の修理費用の捻出か難しく、2009年以降閉鎖されていて、ビショップ博物館は「一時的に閉鎖」といっているが、再開の見通しは立っていない。

## 最近は
2013年には、マトソン社によるホノルル糖蜜流出事故があった。
2018年に、ホノルル港で「カラパナ・コンテナターミナル」の建設が始まり、2020年に完成予定。第2期の計画も始まっている。